# 더라이프 (텔레비전 채널)
더라이프(THE LIFE)는 LG헬로비전에서 운영하는 종합 엔터테인먼트 채널이다. 2020년 7월 27일에 개국했다.
한국에서는 2025년 10월 1일부터 LG헬로비전과 워너 브라더스 디스커버리의 합작회사 재편에 따라 방송채널사용사업자가 워너미디어 코리아로 이관한다.

## 같이 보기
- LG헬로비전
- 워너 브라더스 디스커버리
- 더라이프2
- 디스커버리 채널
- TLC
- 카툰 네트워크
- 카투니토